# Droit valaque
Droit byzantin au sein du Premier Empire bulgare dans les valachies (Βλαχίες, Влахии) Droit écrit des principautés danubiennes, de Autriche-Hongrie et des pays des Balkans
Le droit valaque régit les droits, devoirs, privilèges et spécificités juridiques des comtés valaques (districta Valachorum), communautés initialement pastorales de l'Europe centrale et orientale médiévale, dirigées par des boyards, cnèzes, joupans ou voïvodes qui y rendaient la justice, levaient la troupe, collectaient l'impôt et veillaient au partage des droits de pâturage, de meunerie, de pêche, chasse, cueillette et bûcheronnage. L'ensemble des comtés régis par le droit valaque, appelées « valachies » (en hongrois vlachföldek) formait, jusqu'au XVe siècle, l'Universitas valachorum (« domaine des Valaques »),.

## Étymologie
Le syntagme « droit valaque », en latin : Lex antiqua Valachorum ou jus valachicum, en grec βλάχικο δίκαιο vlachiko dikéo, en ancien roumain λеџѩ стръмошѩскѣ -legea strămoșească soit « droit ancestral », en hongrois vlach jog, en allemand wlachisch Recht ou altglaubisch Recht (en référence respectivement à la langue romane orientale ou identité ethnique, et à la foi ou identité religieuse orthodoxe des Valaques de la monarchie des Habsbourg), fait référence à la loi commune du peuple roumain avant qu'il ne soit constitué en nation moderne.

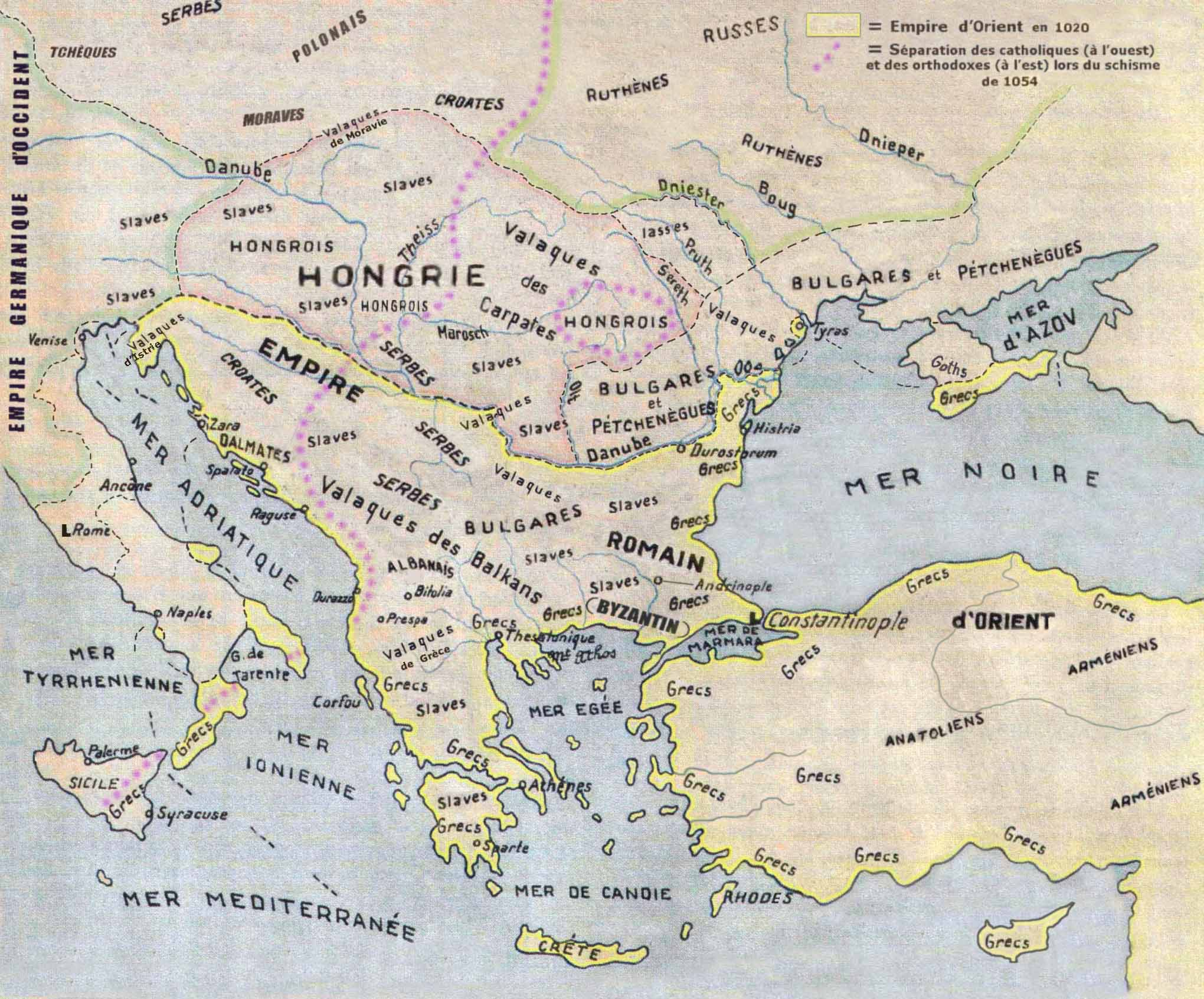
Valaques des Carpates et des Balkans en 1020,.

Le nom commun « valachie » désignait initialement les communautés romanophones de l'Europe du Sud-Est qui, en Transylvanie, constituaient une Universitas Valachorum. Depuis le VIe siècle, l'intercalation de « sklavinies » slaves entre les valachies a abouti avec le temps, à la slavisation linguistique de nombre de ces communautés pastorales, de sorte qu'au XVIIIe siècle le terme « valaque » a fini par désigner indistinctement tout berger orthodoxe, qu'il soit romanophone (cas majoritaire en Hongrie orientale et en Transylvanie) ou slavophone (cas majoritaire dans les Balkans),,,.

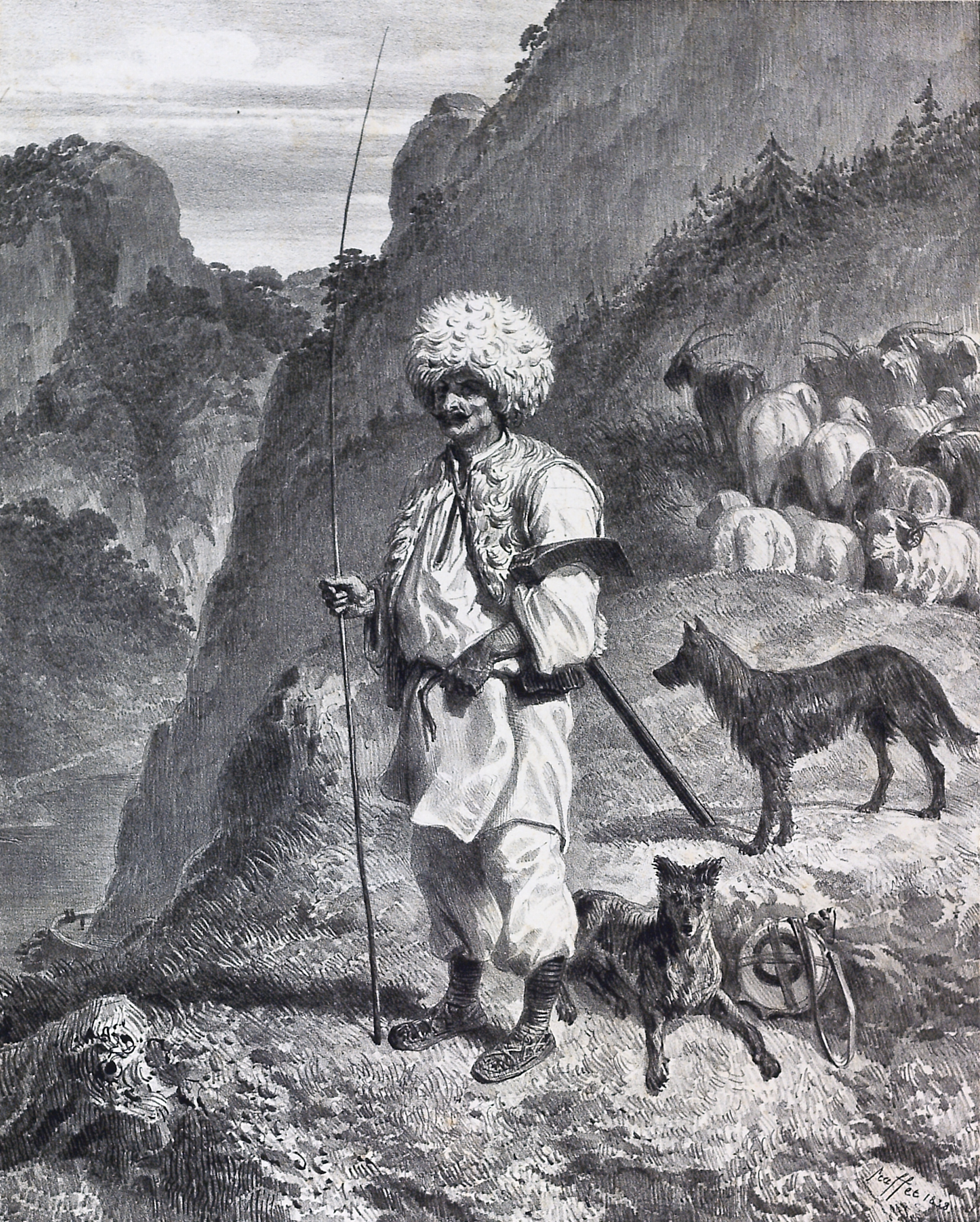
Berger roumain du Banat dessiné par Auguste Raffet, 1837.

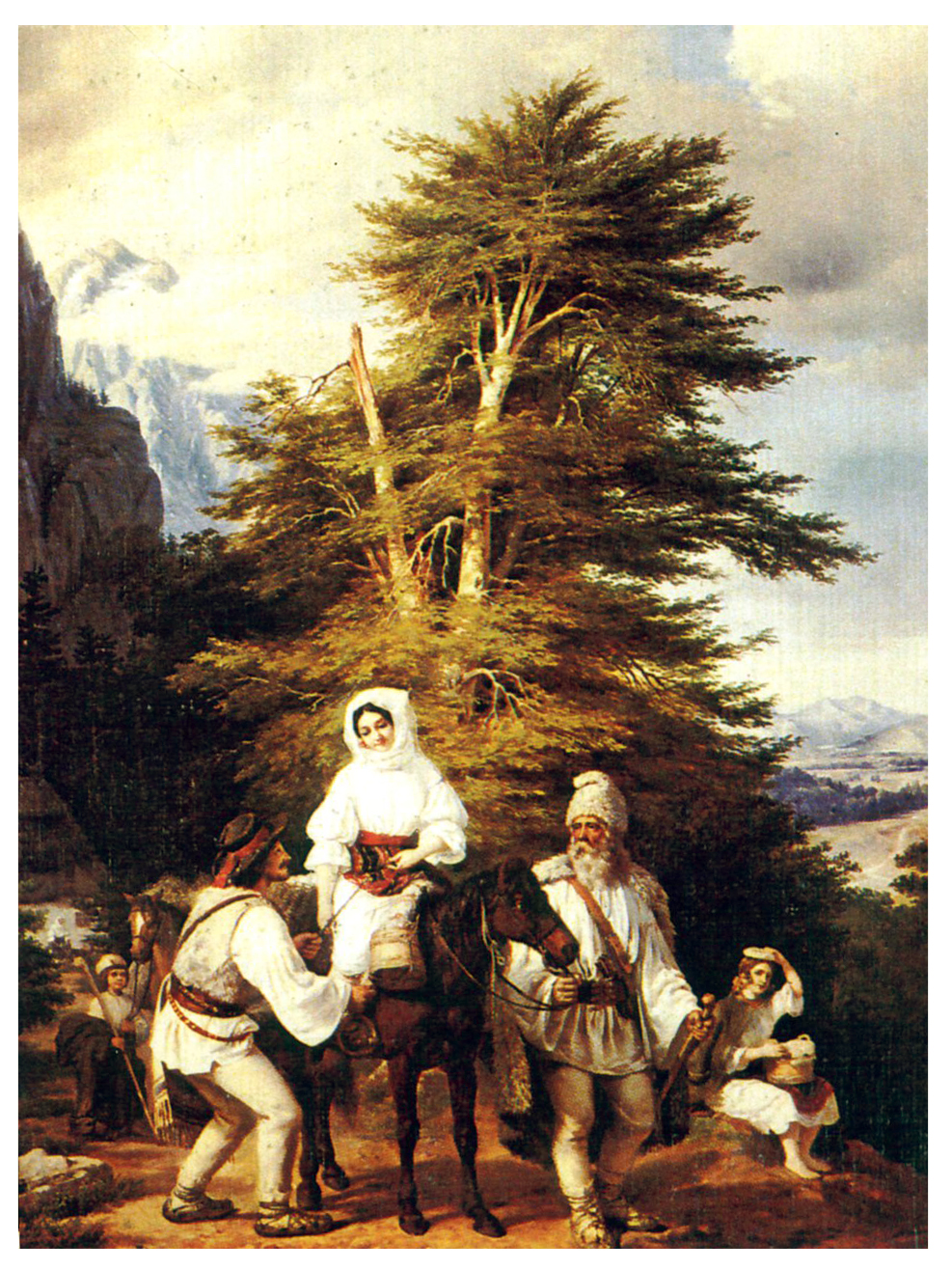
Famille valaque transylvaine descendant au marché, par Miklós Barabás, 1844.

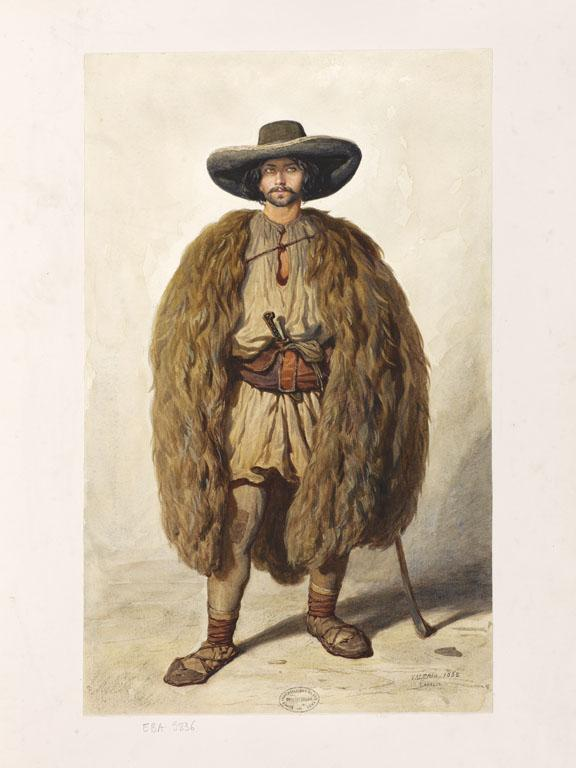
Pâtre valaque de Zăbalț dessiné par Théodore Valerio, 1852.

## Généralités
Le « droit valaque » définit les droits et devoirs des communautés rurales et pastorales de langue romane orientale (en roumain obștile păstoreşti) d'Europe du Sud-Est dans les États du Moyen Âge et du début de la période moderne, dans les deux principautés roumaines de Moldavie et de Valachie, ainsi que dans la principauté de Transylvanie régie par la noblesse hongroise et vassale du Royaume de Hongrie, dans les États serbes et en Bulgaro-Valachie (notamment au Nord du Danube). Une vision ségrégationniste de l'histoire sous-entend que l'autonomie d'une communauté sur un territoire, en exclut nécessairement les autres communautés. Selon cette vision, si les Valaques n'étaient seuls que dans un nombre limité de territoires, le « droit valaque » n'a pu exister que dans ces terroirs restreints et épars. Les sources secondaires considèrent qu'il ne s'agissait que d'exemptions de taxes offertes aux nobles non-roumains par les souverains des royaumes dominant la région, pour défricher le domaine royal à l'aide de bûcherons valaques tardivement importés, des Balkans en Hongrie ou en Moldavie selon les ouvrages hongrois, russes ou soviétiques, ou inversement de Transylvanie dans les Balkans selon les ouvrages yougoslaves, croates, serbes ou bulgares. Pour affirmer cela, l'historiographie moderne considère comme « non-pertinent » l'ouvrage Tripartitum d'István Werbőczy (juriste et homme d'État hongrois) qui en 1517 décrit en détail le « droit valaque » comme un statut d'autonomie locale reconnu aux « valachies » médiévales formant l'Universitas valachorum,.
Les plus anciens documents conservés concernant le « droit valaque » sont des chartes datant du XIIe siècle. Les principaux champs d'application de la loi valaque, quelle qu'en soit la localisation, sont,,:
- le droit de voyager, de porter des armes, de pêcher et chasser pour les marchands et pasteurs valaques ;
- les modalités de prestation de services et de travail envers les propriétaires fonciers ;
- le service militaire envers le pays souverain où les « valachies » se trouvaient ;
- la justice rendue par un « Жуδε » valaque (jude : « juge, bourgmestre » du latin médiéval « judex », lui-même issu du latin judicium) ;
- un tiers du montant des amendes infligées allait au vornic roumain local et les deux tiers pouvaient être utilisés par les villages selon leurs propres besoins ;
- les villageois pouvaient racheter leur obligation de corvée avec un dixième de leur production (decima) ;
- les éleveurs devaient donner à la couronne hongroise un cinquantième de leur cheptel annuel (quinquagesima).

## «Droit valaque» et «domaine des Valaques» dans le bassin du moyen Danube

### En Hongrie médiévale et dans ses états-vassaux
Dans le bassin du moyen Danube, la dénomination latine Universitas Valachorum (« domaine des Valaques ») définit l'auto-gouvernement des Roumains dans la Transylvanie médiévale, en Hongrie médiévale orientale, dans le banat de Severin et dans les principautés danubiennes. Entre 1288 et jusqu'en 1438, l'Universitas valachorum était convoquée par le roi de Hongrie ou par le voïvode de Transylvanie pour participer à l'assemblée générale de Transylvanie (congregatio generalis) aux côtés des trois autres « États » des confins orientaux de la Hongrie : nobles, saxons et sicules (universis nobilibus, Saxonibus, Syculis et Olachis in partibus Hungariae et Transiluanis).
L'Universitas valachorum reconnaissait à la noblesse roumaine orthodoxe (voivodes, joupans, cnèzes) un statut officiel en tant que représentante des Valaques, aux pouvoirs juridictionnels fondés sur la Lex antiqua Valachorum (λеџѩ стръмошѩскѣ -legea strămoșească). La langue liturgique des orthodoxes de Hongrie et Transylvanie, y compris Roumains, était le slavon d'église ; leurs paroisses dépendaient des chorévêques (χωρεπισϰόποι : évêques itinérants), et des perichorètes (περιχωρέτοι : responsables des régions périphériques de l’Empire) du patriarcat œcuménique de Constantinople,, ou, selon les périodes, des patriarches de Peč ou de Tarnovo : au IXe siècle, la Vita Methodii (« La vie de saint Méthode ») relate que les frères Cyrille et Méthode en mission en Grande Moravie y auraient rencontré d’autres missionnaires « grecs, valaques et allemands » en 863, et l’empereur byzantin Basile II, réorganisant au début du XIe siècle l'archevêché d'Ohrid, inclut parmi ses éparchies celle de Tibiscum.
On connaît également des assemblées locales dans quelques comtés transylvains, auxquelles participaient des représentants roumains.
Bien que l'historiographie hongroise moderne occulte l'Universitas valachorum, celle-ci a participé comme telle à au moins deux assemblées générales de Transylvanie (congregatio generalis), ce qui est documenté avec une totale certitude par des sources écrites : une à Alba Iulia convoquée par André III de Hongrie en 1291, et une à Turda en mai 1355, liées à une lettre envoyée par Roi Louis Ier. En 1288, selon la lettre de Lodomer, alors archevêque d'Esztergom, la Hongrie étant menacée par les Tatars, Pétchénègues, Coumans et autres héritiers de l'invasion mongole de l'Europe, l'Universitas valachorum fut convoquée avec les autres États (universisque nobilibus, Ungarorum, Saxonibus, Syculis et Volachis) et les représentants des églises des comtés de Brașov, Făgăraș et Sibiu, pour défendre la foi chrétienne face à ces peuples tengristes. En 1291, les représentants roumains furent convoqués par le roi André III de Hongrie à l'assemblée générale des États de Transylvanie à Alba Iulia.
Le plus récent document connu attestant la participation de l'Universitas valachorum à une assemblée générale des États (« congregatio generalis ») de Transylvanie à Turda, est daté de mai 1355. Six documents relatant les débats, datés entre le 23 et le 26 mai, nous sont parvenus : chacun d'entre eux décrit les participants d'une manière différente, mais convergente, en donnant le principal rôle à la noblesse. L'un d'eux donne la liste nominative des participants, mentionnant leurs appartenances : clergé, magnats, nobles, sicules, saxons, valaques. Jusqu'aux mesures restrictives prises en 1366 par le roi Louis Ier de Hongrie à l'encontre des orthodoxes de son royaume, il n'y a aucune raison de penser que les Valaques, et eux seuls, aient été exclus des assemblées transylvaines, générale ou comtales.
Dans les documents du royaume de Croatie associé à la Hongrie, les « Valaques » étaient régis par une charte spéciale selon laquelle « ceux dans les villages » (cultivateurs sédentaires) paient des impôts et « ceux sans village » (bergers transhumants) servaient dans la cavalerie. Jusqu'au XVIe siècle, le terme « Valaque » désignait un locuteur des langues romanes orientales de confession orthodoxe, une signification ethnique qui s'est perdue à partir du XVIIe siècle à mesure que ces communautés pastorales passaient aux langues slaves méridionales et au catholicisme, si bien qu'au XVIIIe siècle il était utilisé pour les bergers et les garde-frontières des confins militaires habsbourgeois bénéficiant des statuta Valachorum (Vlaški statuti), quelle que soit leur langue, religion ou origine.
En Transylvanie, après l'échec de la jacquerie de Bobâlna en 1438 et la constitution de l'« Union des trois nations » qui exclut les Valaques, l'Universitas valachorum est abolie et la Lex antiqua valachorum disparaît progressivement de sorte que la noblesse roumaine transylvaine n'a que trois issues : s'intégrer à la noblesse hongroise en passant au catholicisme et à la langue hongroise (grofia), s'exiler en Moldavie ou Valachie (descălecarea), ou perdre tous ses droits et tomber en servitude (iobăgia).

#### Au nord de la Hongrie médiévale
Au nord de la Hongrie médiévale, de la Marmatie et jusqu'en Valaquie morave, des communautés pastorales, initialement orthodoxes et de langue roumaine, vivaient dans les Carpates où elles pratiquaient aussi le bûcheronnage. Au fil des siècles, elles sont passées au catholicisme ainsi qu'aux langues polonaise, tchèque ou ukrainienne (comme les Gorales, les Moravalaques, les Houtsoules et les Rusyns),.
Même après leur slavisation, les populations montagnardes de ces régions ont conservé la loi valaque et aussi leur architecture religieuse (églises en bois de Petite Pologne, des Carpates slovaques, polonaises, ukrainiennes et roumaines). La loi valaque a d'ailleurs favorisé leur slavisation car, étant plus avantageuse que les taxations et les corvées en plaine, elle attirait dans les montagnes les populations slaves environnantes,,,.

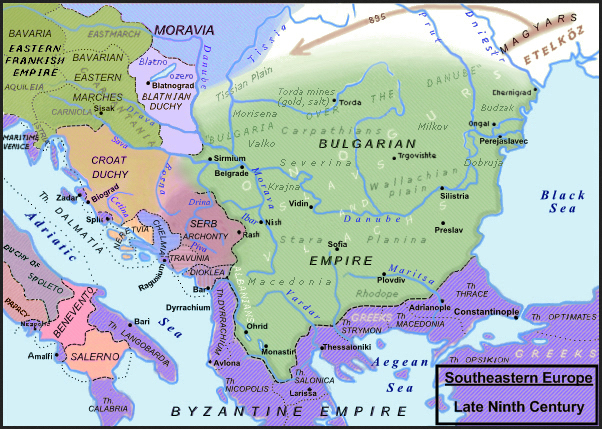
En vert le Premier Empire bulgare sous Siméon Ier de Bulgarie : selon l'historiographie roumaine et bulgare, le droit valaque trouve son origine, sur les terres habitées par les Roumains, dans le droit byzantin conservé par le Premier empire bulgare tant au au nord qu'au au sud du Danube,.

Le « droit commun » utilisé par la population roumaine en Hongrie médiévale et particulièrement en Marmatie et en Transylvanie, est proche de celui utilisé en Moldavie et en Valachie. En Hongrie, le droit coutumier coexistait avec le droit écrit (décrets royaux) : ils avaient la même autorité et étaient appliqués en conséquence devant les tribunaux. Par exemple, la « taxe sur les moutons » (quinquagesima ovium, signifiant « le cinquantième mouton » à livrer au roi de Hongrie) était payée uniquement par les Roumains, qui, en revanche, n'étaient pas imposés sur leur production agricole. La loi est liée aux comtés roumains dits districta Valachorum, mentionnés au XIVe siècle. Ces districta Valachorum disposaient d'une part d'autonomie juridique, où les gens pouvaient utiliser la Lex antiqua Valachorum. La loi valaque était plus fréquemment appliquée là où la population roumaine était plus dense dans le royaume de Hongrie et en principauté de Transylvanie.
Le droit coutumier valaque distribuait les terres par "sorți" (« catégories », soit pâturages, prés, bois, étangs, champs…) divisées en fălci (« parcelles »), le propriétaire de la parcelle contigüe étant un vicinus (roumain vecin : « voisin » et plusieurs voisins se partageant l'usufruit des eaux, des moulins et des prés d'un terroir). Le respect de la loi était supervisé par un « Жуδε » (jude : « juge, bourgmestre » du latin médiéval « judex », lui-même issu du latin judicium) ; le « vornic » répartissait les travaux communs, les droits et des devoirs ; le « joupan » et le « domn » (issu du latin dominus) percevaient les taxes, le « cneaz » et le « voievod » recrutaient et menaient les combattants en cas de guerre. À mesure que reculait le droit valaque, ils furent progressivement remplacés par des ispáns magyars, et les comtés roumains furent regroupés en comitats hongrois sans autonomie. Dans ces travaux, le droit valaque est considéré comme le droit coutumier d'un peuple autochtone .
Orthodoxes, les boyards, joupans, knèzes et voïvodes roumains et slaves (ces quatre titres remontant au premier Empire bulgare) représentaient la population autochtone de Hongrie orientale devant la couronne hongroise, et leurs activités se déroulaient à proximité de leur village, de nouveaux groupes de maisons étant construits à la limite extérieure d'un ancien habitat. Cette situation était un héritage du changement d'équilibre politique au XIe siècle, lorsque, sur les territoires formant aujourd'hui la Roumanie moderne, le Premier empire bulgare (et plus précisément sa partie au nord du Danube) de confession orthodoxe, cède la place au Royaume médiéval de Hongrie de confession catholique. Initialement, la monarchie hongroise tolère les orthodoxes qui continuent à utiliser la liturgie bulgare, puis le roi Louis Ier de Hongrie promulgue en 1366 un édit selon lequel seuls les nobles catholiques seront désormais reconnus comme tels, ce qui en exclut les roumains et les slaves restant orthodoxes. Les nobles roumains des zones de plaine perdent leur influence, leurs domaines et leurs titres assez rapidement, à mesure que leurs terres passent à la noblesse hongroise, tandis que ceux des zones d'altitude maintiennent leurs coutumes plus longtemps, comme dans les régions de Hațeg, Banat et Marmatie. Persécutés en tant qu'orthodoxes, les nobles roumains qui refusent de faire allégeance à l'Église catholique choisissent de passer les Carpates (descălecarea) et se réfugier en Moldavie et Valachie, États orthodoxes,.
Selon l'historien roumain Ioan-Aurel Pop, à la fin du XIIIe siècle, environ quarante comtés roumains sont enregistrés en Hongrie orientale et Transylvanie, de la Marmatie au nord jusqu'au banat de Severin  au sud. Ces comtés comprenaient les terres des nobles roumains orthodoxes « tolérés » (tolerati), assimilés de barons (le rang nobiliaire le plus modeste), car seuls les nobles magyars catholiques étaient reçus nobles à part entière (recepti). Les tolerati étaient obligés de payer des droits aux recepti à moins de se convertir au catholicisme. Toutefois les devoirs des « tolérés » (montant du tribut, nombre de guerriers à fournir, fantassins ou cavaliers) variaient selon les conditions spécifiques dans lesquelles leurs ancêtres avaient été soumis par les Magyars. Persécutés chez eux après l'édit de 1366, de nombreux roumains, nobles ou roturiers, ont fui des comtés transylvains de Bârsa, Făgăraș, Sibiu, Hunyad et Hațeg, ainsi que des comtés banatéens de Vâlcu / Valkó, de Caraș-Severin / Krassó-Szörény et du Timiș vers le banat de Severin où les orthodoxes étaient tolérés mais tenus de fournir un tribut et des troupes à la couronne de Hongrie.

#### Au sud de la Hongrie médiévale
Au sud de la Hongrie médiévale, au XIIIe siècle, entre la Croatie médiévale  (Horvát királyszág ou Hrvatsko kraljevstvo) et la Valachie  (Havasalföld, Terra Valachorum ou Ца́ра Ромѫнѣ́скъ soit Țara Românească), initialement liées au royaume médiéval de Hongrie, celui-ci s'est étendu sur l'aval des bassins hydrographiques de la Save, dans les Balkans occidentaux, et du bas-Danube dans les Balkans orientaux, soumettant mais laissant autonomes des populations slaves méridionales et romanes orientales : ainsi se sont mis en place d'ouest en est, neuf « banats » (marches frontalières) : Ozora, Rama, Só, Mačva, Braničevo / Braniștea / Barancs, Kučevo / Cuciova / Kucsó, Timiș, Severin et Argeș. Dans les cinq derniers des universitas Valachorum sont mentionnées,,,,.
En 1457, alors que l'Empire ottoman commençait à empiéter sur les domaines hongrois, le roi Ladislas le Posthume émit une charte réaffirmant et renforçant les privilèges antérieurs des joupans et voïvodes slaves méridionaux et roumains, explicitement référencés dans le document et selon lesquels les Valaques, conformément au droit valaque, ne pouvaient être jugés que par leur propre seigneur. Cependant, s'ils n'avaient pas de tel seigneur ou s'ils n'étaient pas satisfaits des décisions des tribunaux locaux, le roi Ladislas leur fait droit à en appeler directement à lui. Enfin, le roi admit les joupans et les knèzes des banats comme barons de la noblesse hongroise. Le roi Ladislas mourut peu après avoir émis cette charte, et le roi suivant, Matthias Corvin, qui avait des origines dans la noblesse roumaine, maintînt ce système qui perdura jusqu'à la conquête ottomane du royaume de Hongrie (1526). Dans la seconde moitié du XVe siècle, le rôle militaire des Valaques fut supplanté par les knèzes serbes en exil, chassés de leurs domaines par la conquête turque, et qui, en Hongrie méridionale, prirent en charge la défense des gués du Danube et de la Save contre les Ottomans. En 1609, les représentants (nobles, knèzes et roturiers) des Valaques du banat de Timiș demandent et reçoivent une reconfirmation de leurs privilèges de la part du voïvode de Transylvanie, Gabriel Bethlen. Au milieu du XVIe siècle, quelques nobles roumains, influencés par la Renaissance italienne, tentent d'introduire l'idée d'une communauté par la langue plutôt que par l'origine sociale, mais pour l'Universitas valachorum, il était déjà trop tard, puisqu'en Transylvanie elle avait été abolie en 1438 et puisque le Banat fut incorporé à l'Empire ottoman en 1658.

#### Recul du droit valaque
Après la répression de l'insurrection transylvaine de Bobâlna et la création de l'Union des Trois Nations en 1438, le droit valaque disparaît progressivement tandis que les maîtres et boyards roumains membres de l'Universitas Valachorum, doivent choisir entre trois solutions : perdre tous droits et la tomber dans le servage, fuir au-delà des Carpates vers la Moldavie ou la Valachie, ou bien se fondre dans la noblesse hongroise en passant au catholicisme et en adoptant la langue hongroise,. Après la rébellion en 1328 du Ban d'Argeș, Basarab, et sa victoire à la bataille de Posada en 1330, la couronne hongroise dut reconnaître l'indépendance de la principauté de Valachie.

### «Statuts des Valaques» dans le domaine des Habsbourg

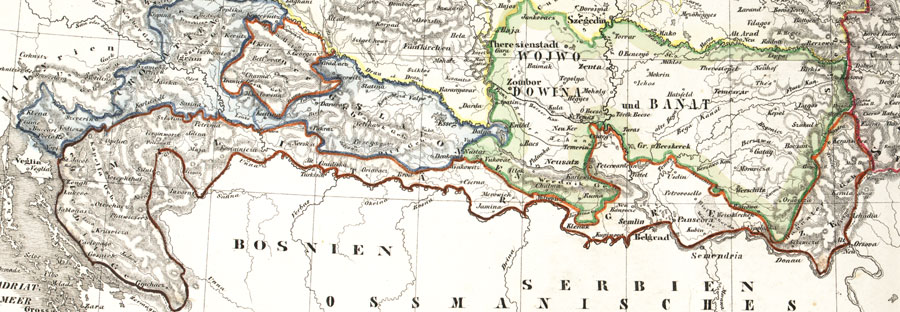
En rouge et vert, les « confins militaires » habsbourgeois.

Dans la Monarchie des Habsbourg, les « statuts des Valaques » (latin : statuta Valachorum) promulgués en 1630, concernaient tous les régiments de garde-frontières, les pandoures et les fermiers  des « Confins militaires » qu'ils fussent Serbes, Roumains (et orthodoxes) ou Sicules (et catholiques ou protestants).

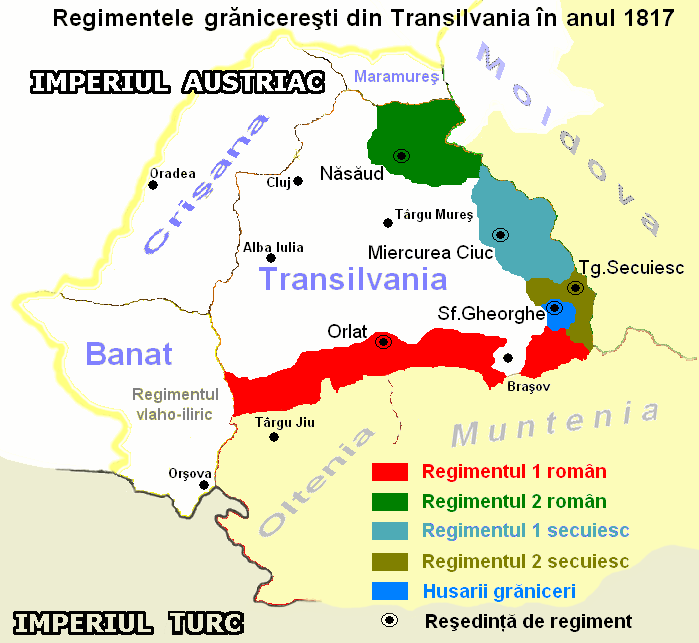
Les Confins militaires transylvains.

L'Empire des Habsbourg absorbe la Transylvanie en 1699 et en fait un grand-duché. Dans ce pays, au XVIIe siècle, lors de la mise en place des « Confins militaires » habsbourgeois, seul le comté de Fogaras, quelques joupanats comme Almaj, Amlaș, Gurghiu, Lăpuș, Năsăud ou Zărnești ainsi que les pays des Motses et d'Oaș étaient encore régis par le jus valachicum. C'est pourquoi les Valaques transylvains réclament en 1784 son rétablissement sous une forme actualisée, et se révoltent. Cette révolte échoue et les dernières traces de jus valachicum disparaissent, mais sont relayées par les statuts des Valaques de la Transylvanie militaire, qui disparaissent à leur tour en 1867 en même temps que la grande-principauté de Transylvanie, alors totalement intégrée au royaume de Hongrie.
Dans la monarchie des Habsbourg, les confins militaires étaient une zone frontalière destinée à défendre l'Empire contre les incursions esclavagistes des irréguliers de l'Empire ottoman : en Hongrie et en Croatie  elle a été établie au XVIe siècle et des forteresses y ont été construites. D'origines diverses (Croates, Serbes, Roumains, Magyars, Sicules) les gardes-frontières et les patrouilleurs qui y furent établis disposaient d'un gouvernement autonome et étaient liés à cet ordre militaire et politique centralisé par leur droit de propriété foncière et leur liberté personnelle. Les Habsbourg constituèrent ainsi une armée bon marché pour la défense de leurs frontières, très motivée pour résister aux raids esclavagistes et extrêmement fidèles à la dynastie des Habsbourg, qui pouvait l'utiliser non seulement contre les Ottomans mais aussi dans des conflits internes contre les paysans et les nobles révoltés. Une fois établis les confins militaires, ils devînrent un refuge pour de nombreux serfs, agriculteurs, bergers et artisans chrétiens des Balkans conquis et mis en coupe réglée par l’Empire ottoman. Parmi eux, les Valaques ont acquis ou retrouvé au XVIIe siècle le droit d'être régis par la loi valaque et d'être commandés par des joupans selon leur propre système fiscal, judiciaire et militaire. En échange, ils devaient garder les frontières, surveiller les routes et les sentiers de montagne, intercepter les contrebandiers, capturer les brigands, assurer la sécurité des passagers et des transports de marchandises. Le droit valaque a continué à être utilisé au XVIIe siècle dans la mărginimea Sibiului (marge frontalière de Sibiu) et, sous une forme un peu différente, dans le vlachföld de Făgăraș où la plus récente mention de la loi valaque remonte à seulement 1885.
Dans la monarchie des Habsbourg, l'empereur Ferdinand II promulgue le 5 octobre 1630, les Statuts valaques (Statuta Valachorum, allemand : Verfassungen der Wlachen, hongrois : a Vlachok Alkotmányai, roumain : Pravila Vlahilor ou serbo-croate : Vlaški statuti) qui définissaient les droits de fermage et la fiscalité des réfugiés romanophones ou slavophones indistinctement, mais orthodoxes, fuyant la domination turque et accueillis dans les confins militaires. Des terres leur étaient accordées en échange de la surveillance et de la défense des frontières impériales,,. Les confins militaires étaient placés sous l'autorité directe du ministère de la Guerre de Vienne, échappant à l'administration du Parlement croate. Il s'agissait de l'une des trois lois majeures adoptées au début du XVIIe siècle  sur la fiscalité et les droits des Valaques, complétant le décret antérieur de 1608 de empereur Rodolphe II et un décret de 1627 de empereur Ferdinand II,.
Les Valaques du « Généralat de Varaždin » (en Slavonie, entre Drave et Save) étaient autrefois des groupes orthodoxes de langue romane qui se sont ensuite progressivement slavisés et intégrés dans l'Église catholique de l'Empire des Habsbourg. Dans les sources, les fugitifs, venus des massifs de Romanija Planina, Stari Vlah, Vlassina et autres Vlašina conquis par les Ottomans, sont tous appelés « Valaques » avec en plus, et occasionnellement, des noms comme Morlaques, Pribegi (« nomades » en roumain), Predavtsi ou Uscoques (« embusqués » en serbo-croate),.
Dans la seconde moitié du XVIe siècle, les Valaques de Slavonie ne constituaient plus la majeure partie de la population car les privilèges valaques attiraient de nombreux slaves méridionaux  qui se mêlaient aux Valaques afin d'obtenir leur statut, par exemple en 1600,,. La liberté de religion statutaire dans ces confins militaires suscita les protestations de la noblesse catholique hongroise et croate, dépossédée de son autorité sans ces territoires. En 1608, pour diminuer les protestations des nobles et du clergé catholique, l'empereur autrichien Rodolphe II institua une loi selon laquelle les « Valaques » des confins militaires, quelle que soit leur foi, devaient un dixième de leurs revenus à l'évêque de Zagreb, et 1/9ème aux seigneurs féodaux propriétaires des terres,,. Cela eut pour effet de stabiliser les confins militaires jusqu'en en 1632 lorsqu'une rébellion des garde-frontière orthodoxes éclata contre les gouverneurs autrichiens locaux ; la rébellion fut réprimée et ses meneurs, le « knèze » (comte) Marko Bogdanović et le harambacha Smoljan Vujić, furent exécutés. Une autre rébellion éclata en 1665-1666 lorsque les gardes-frontières, sous Stefan Osmokruhović se soulevèrent contre les officiers autrichiens, après que ces derniers aient rogné leur statuta Valachorum Le 14 avril 1667, les statuts furent rétablis et révisés,.

### Le droit valaque en Hongrie médiévale nié ou minimisé

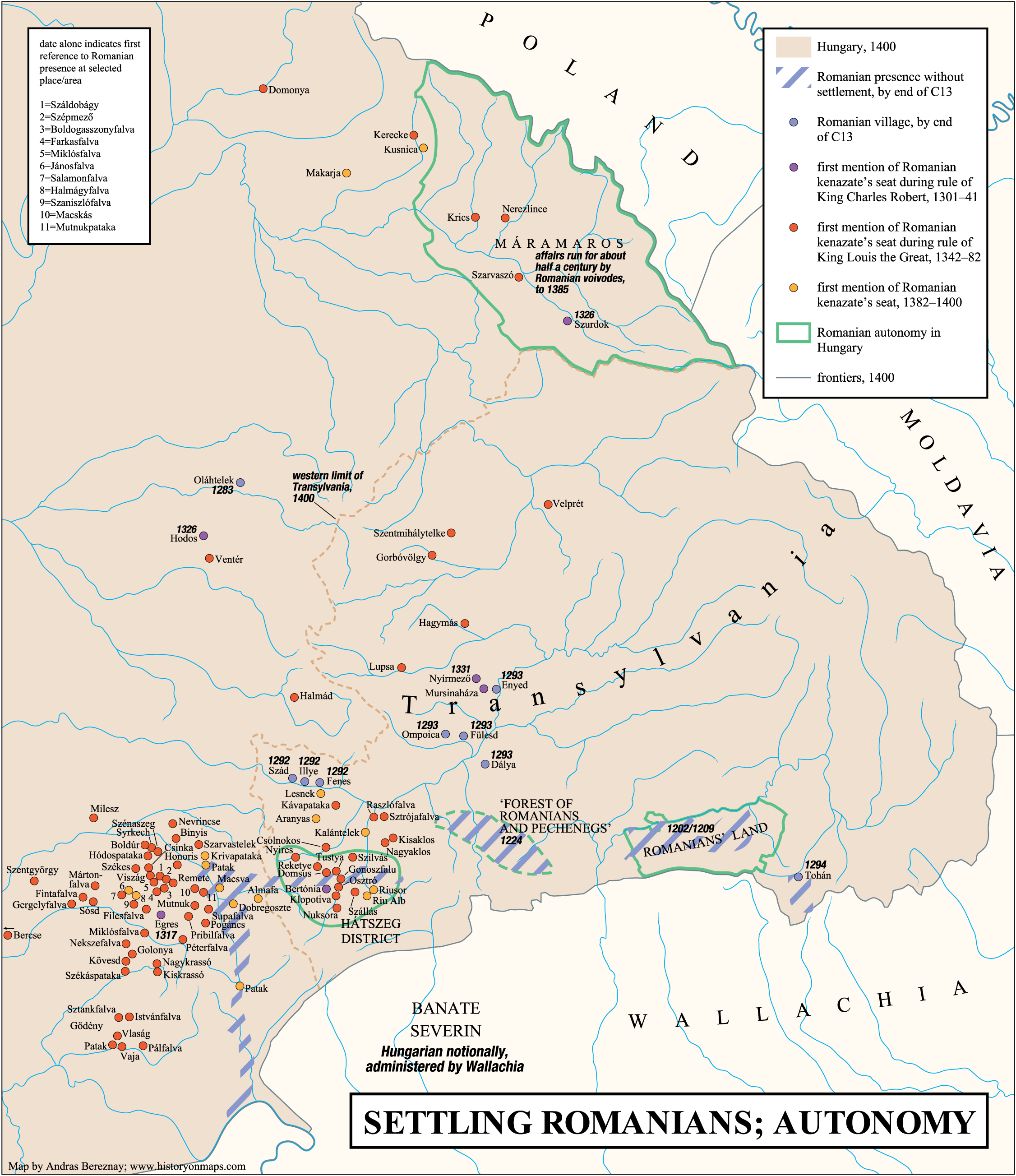
Aux, les sources hongroises modernes primaires (articles d'historiens) concèdent l'existence de quelques vlachföldek dans le sud-est de la Hongrie médiévale.

Depuis la chute des régimes communistes en Europe en 1990, l'historiographie hongroise est progressivement revenue à la thèse austro-hongroise du « Désert des Avars » (en hongrois Avar sivatag, en allemand Avarenwüste) du linguiste autrichien Edouard Robert Rössler, émise au cours du XIXe siècle pour délégitimer les revendications austroslavistes ou roumaines. La thèse du « Désert des Avars » affirme que le bassin du moyen Danube était vide d'habitants sédentaires à l'arrivée des Magyars et vide aussi politiquement depuis les défaites des Avars face aux Carolingiens en 805. Selon ce point de vue, les Magyars d'outre-frontières actuels (devenus un enjeu dans la politique intérieure hongroise sur le thème de leurs droits historiques) sont les « îlots résiduels » d’une population hongroise initialement uniforme dans tout le bassin des Carpates intérieures (appelé « Bassin Pannonien » en Hongrie). Cette « population exclusivement magyare au XIe siècle », aurait été « submergée à partir du XIIIe siècle par l'arrivée massive d'immigrants allogènes » slaves ou valaques. Cette thèse nie l'existence d'États slaves comme la Moravie ou la principauté du Balaton (appelée anachroniquement « Pannonie » en Hongrie) et plus tard celle des « banats » (marches frontalières) de Croatie, Serbie et Valachie occidentale, avec leurs « sièges » et leur autonomie. Ainsi, la diversité des populations de la Hongrie d'avant 1918 serait le fruit d'une « immigration » et le traité de Trianon (1920) serait le « scandaleux aboutissement d'un processus de submersion de la population originelle ». À mesure que la politique de plus en plus nationaliste du gouvernement Orbán se rapproche des positions de l'extrême-droite identitaire, de plus en plus d'auteurs et de cartographes hongrois considèrent toute autre thèse comme « fausse » et « inventée ».
Même dans les articles scientifiques, la rareté des sources primaires écrites a permis aux historiens hongrois modernes d'affirmer qu'à la fin du XIIIe siècle, seuls se réunissaient les représentants de trois comtés roumains privilégiés, ceux de Brașov, Făgăraș et Sibiu sur la frontière entre la Transylvanie et la Valachie, et seulement dans des assemblées séparées, l'Universitas valachorum égale aux collèges des Sicules et des Saxons, n'ayant selon eux jamais existé.
C'est pourquoi l'historiographie hongroise du XXIe siècle considère les Roumains du royaume médiéval de Hongrie non comme des indigènes pourvus de leur propre « droit commun » ancestral hérité de la période bulgare précédente et initialement reconnu par la couronne hongroise, mais comme des « immigrants tardifs » auxquels la royauté hongroise aurait concédé quelques privilèges au XVe siècle. Elles ne mentionnent pas l'existence des nobles roumains, n'admettent pas celle des « valachies » (vlachföldek) ni celle de l'Universitas valachorum qu'elles présentent comme une simple invention des historiens nationalistes roumains, et n'admettent pas non plus qu'il y ait eu des orthodoxes en Hongrie avant le XIIIe siècle,.
Utilisant, à l'égard des travaux roumains, la méthode hypercritique, ces sources hongroises minimisent fortement (lorsqu'il s'agit d'ouvrages spécialisés) ou occultent systématiquement (lorsqu'il s'agit de sources secondaires) leur existence,. Pour étayer cette thèse, l'historiographie hongroise affirme que toutes les sources primaires mentionnant des Valaques au nord du Danube avant le XIIIe siècle sont « inexactes », que les travaux qui leur accordent du crédit sont « non-pertinents », et que la majorité des travaux roumains sont « nationalistes, fantaisistes et de mauvaise foi » par définition : elle décrit la loi valaque comme encadrant une « colonisation tardive en provenance des Balkans » à partir du milieu du XIVe siècle et demande la suppression des cartes montrant les districta Valachorum, accusées, comme tout ce qui ne s'aligne pas sur la thèse du « Désert des Avars », d'être des « falsifications fictives » ou des « travaux inédits ».
La thèse du « Désert des Avars » ne nie ou ne minimise pas seulement l'existence des « valachies » mais aussi celle des « sklavinies » et des États slaves plus puissants comme la principauté du Balaton. Concernant les confins militaires et les Statuta valachorum des Habsbourg, le fait que le mot « valaques » a progressivement perdu son sens linguistique pour acquérir un sens religieux est interprété par l'historiographie moderne, croate, bosnienne ou serbe, comme une preuve qu'il ne désignait pas des populations d'origine romane, mais seulement slave méridionale,,.

## Droit valaque,Zakon vlachom, CãtuneetUlah milletidans le bassin du bas-Danube et dans les Balkans

### Dans l'Empire byzantin
Contrairement à une idée répandue, l'Empire byzantin n'était pas un « État exclusivement grec » : dès 579 par Théophane le Confesseur et Théophylacte Simocatta, signalent, dans la chronique d'une bataille contre les Avars, que des romanophones combattant dans les rangs de l' armée impériale. La linguistique et le toponymie confirment la présence des Illyriens et des Thraces romanisés (Thraco-Romains), locuteurs respectivement du dalmate le long de l'Adriatique et du proto-roumain dans les deux Dacies : la « trajane » et l'« aurélienne », et en Mésie, au nord de la ligne Jireček. Une forte présence romane a persisté dans la région jusqu'à la fin du règne de Justinien I au VIIe siècle. À cette époque, les chroniqueurs byzantins appelaient Ῥωμαίοι - Rhômaíoi ou Romées, soit « Romains » en grec tous les citoyens de la Βασιλεία των Ῥωμαίων (Basileía tôn Rhômaíôn : « empire des Romains » en grec), et, pour distinguer parmi eux les romanophones des Balkans, ils utilisaient le nom de Besses (une ancienne tribu thrace). L'exonyme « Valaques » (d'origine germanique : voir l'histoire du terme Valaque) entre en usage au Xe siècle : dans son Strategikon, Cécaumène précise au XIe siècle que les romanophones de Thessalie descendent des anciens Thraces et Daces et qu'on les appelle Besses ou Valaques,.

### En Serbie et Bulgarie
Arrivés dans les Balkans aux VIe et VIIe siècles, les Slaves méridionaux absorbèrent au fil des siècles les populations romanisées, mais à quel rythme ? La littérature historique serbe et bulgare affirme que ce fut d'autant plus rapide, que ces populations de langue romane « étaient peu nombreuses, ayant été décimées par les invasions des Goths et des Avars », de sorte que les nations serbe et bulgare étaient déjà mono-ethniques sur leurs terroirs actuels dès le VIIIe siècle et que les mots власи, влаши ou себри (« vlasses, vlaches » ou « sèbres ») n'y « désignaient pas des locuteurs de langues romanes, mais des bergers en grande majorité slavophones »,,,. De nombreux noms romans ont pourtant été identifiés dans la toponymie ancienne des Balkans.
Les pays slaves méridionaux (Serbie et Bulgarie) héritent au XIVe siècle du droit byzantin et, parmi les dispositions de celui-ci, le droit valaque des Βλαχίες, « valachies », le droit hellénique des κεφαλίες, « céphalies » et le droit slave des Σκλαβινίαι, « sklavinies »,,. La dénomination « Valaques » finit par s'imposer au XIIe siècle, dans le Regnum Bulgarorum et Blachorum, pour désigner les romanophones. Le « droit valaque » appelé en slave méridional закон влахом zakon vlachom, est connu par les chartes des monastères de Banjska émise par le roi Stefan Milutin en 1313–16, de Hilandar de 1343 à 1345 et de Prizren de 1348 à 1353. Les chartes médiévales bulgares et serbes des communautés pastorales valaques étaient adaptées à leur mode de vie transhumant et distinguaient deux catégories de Valaques (Власи / Vlasi) concernées : les hommes en armes (en aroumain bātāuṣi, en grec στρατιώτoι stratioti, en slave méridional ратники ratniks), et les « chélateurs » (en aroumain pāstori, en grec χηλήoι, en serbe пастири « pasteurs » soit marchands, transporteurs, bergers), déterminant les obligations et les formes d'imposition : les hommes en armes devaient défendre le royaume, les chélateurs devaient donner un dixième de leur bétail mais étaient exemptés de toute autre cotisation, tandis que ceux qui payaient une demi-dîme devaient effectuer diverses tâches pour les monastères et pour l'armée (telles que le traitement de la laine, la fabrication de produits en laine, la fourniture de fromages),,.
Quoi qu'il en soit, le souverain serbe Stefan Milutin et le souverain bulgare d'origine valaque Cãliman Asan II réglementent aux XIe et XIIIe siècles le droit valaque dans leurs royaumes. Au temps de Stefan Dečanski et de Stefan Dušan, les Valaques fournissaient à l'État serbe les chevaux de l'armée et vivaient dispersés dans des  cãtune (hameaux d'altitude) dépendant de « comtes valaques » (comes catuni, catunarii) mentionnés dans des documents de 1220, 1282-98, 1302-09 et dans les chroniques des croisés. Le roi Stefan Uroš Ier Nemanjić, dans la concession (vers 1280) de son épouse la reine Hélène d'Anjou, confirmait les privilèges accordés par Stefan Vladislav au monastère de Vranjina, mentionnant nommément les cãtune valaques et les villages albanais, grecs, latins et serbes de la région. Le roi Stefan Milutin mentionne la « loi valaque » (zakon vlachom). En 1330, le roi Stefan Dečanski accorda au monastère de Visoki Dečani des pâturages ainsi que des cãtune valaques et des villages albanais autour des rivières Drim et Lim par où l'on transportait la laine, le sel et le bois pour le monastère,,. Trois des actes de donation émis par Stefan Dušan mentionnent les Valaques et les Serbes séparément (« …les Valaques comme les Serbes »). L'octroi de cãtune valaques aux monastères de Peć et de Gračanica s'est poursuivi sous le règne du tsar serbe Stefan Uroš V (1355-1371).
André Du Nay et Zef Mirdita écrivent que l'exonyme « Valaque » pouvait désignait des bergers libres, indépendamment de leur langue et origine ethnique, mais que la spécificité des Valaques en tant que romanophones identifiés comme tels par leurs patronymes et les noms de leurs cãtune, apparait dans les chartes des monastères de Banjska, Dečani et de Hilandar ainsi que dans le code de Dušan de 1349, appliqué dans la partie des Balkans conquise par le tsar serbe Dušan entre les mers Adriatique et Égée, comprenant la Macédoine, l'Albanie, l'Épire, l'Acarnanie (alors appelée « Petite Valachie ») et la Thessalie (alors appelée « Grande Valachie »). Ces Valaques vivent principalement de pastoralisme : ils fournissaient des moutons, des chevaux, des mules, du fromage, du sel, du bois, et la laine de leurs troupeaux (Φλοϰάτες - flocate) étant réputée dans les deux Empires, byzantin et serbe, notamment pour confectionner les capes des soldats.
Il n'y avait pas alors de statistiques ethniques, mais les mentions du droit valaque, des noms de personnes et de lieux, ainsi que certains articles des chartes montrent que le pouvoir serbe différenciait les communautés linguistiques,.
Par exemple, les chartes prévoient qu'en cas de vol entre villageois serbes, l'accusé trouvé coupable est passible d'une amende de 50 perpères, tandis que pour les Albanais et les Valaques elle se montait à 100 perpers. Un autre article interdit les mariages mixtes entre Serbes et Valaques, et un autre encore interdit la nuitée de bergers valaques ou albanais dans les villages serbes, sauf en cas de force majeure, et alors ils devront payer selon la quantité de pâturage consommée par leurs troupeaux. La protection des paysans slaves par le Code de Dušan a forcé des communautés valaques à quitter la Serbie soit pour monter au nord, vers la Transylvanie (ce qui, pour l'historiographie hongroise, inaugure la présence roumaine dans cette région) soit pour descendre au sud, vers la Grèce, jusqu'en Arcadie (région de Skorta). Un édit de 1436 d'Ivan VI Frankopan (en) illustre l'application du droit valaque. Parmi les réglementations les plus importantes figurent les devoirs militaires et fiscaux des Valaques, gouvernés par leurs propres boyards, cnèzes, joupans et voïvodes et tenus de participer à la guerre « avec un bouclier et une épée » ou de payer un impôt de guerre en échange. Les Valaques des Balkans médiévaux, avaient aussi des noms hybrides, témoignant, malgré l'interdiction de mariages mixtes avec des Slaves méridionaux. Bien que les Valaques romanophones des actuels Balkans soient très minoritaires, il est difficile de dire si leur slavisation s'est produite très rapidement et tôt compte tenu de l'attractivité du droit valaque pour les Slaves méridionaux, comme l'affirment les travaux serbes et bulgares ou lentement et progressivement compte tenu de l'endogamie des Valaques en tant que montagnards transhumants réticents à se sédentariser et à abandonner leurs traditions ; toujours est-il que lors des premiers rencensements ethniques du XIXe siècle ils étaient encore beaucoup plus nombreux qu'aujourd'hui, et que la scolarisation dans les langues des États modernes a joué un rôle majeur dans la diminution de leur nombre.

### Dans l'Empire ottoman
Après la conquête ottomane des Balkans aux XIVe et XVe siècles, le sultan ottoman Soliman le Magnifique reconnaît en 1521 l'autonomie des cãtune et la loi valaque au profit des Aroumains (Ak-Ulahlar) de Macédoine (Selanik ili) et des Roumains (Kara-Ulahlar) de Niš, de Braničevo, de Vidin et de Dobroudja (Ton ve Özi ili), sous l'obédience du Patriarcat œcuménique de Constantinople. La Rüsûm-i Eflakiye était une taxe payée par les Valaques des Balkans bénéficiant d'allégements fiscaux sous les dirigeants byzantins, bulgares et serbes en échange de divers services appelés martolos : ce système a continué sous la domination ottomane. Au XXe siècle, en 1905, le sultan réformateur Abdülhamid II reconnaît comme millet (« communauté ») les turc : Ulahlar (« Valaques ») : ce nouveau millet disparaît à l'issue des guerres balkaniques lorsque la péninsule est divisée entre les royaumes chrétiens de Bulgarie, Grèce et Serbie dont les Aroumains deviennent alors les citoyens.

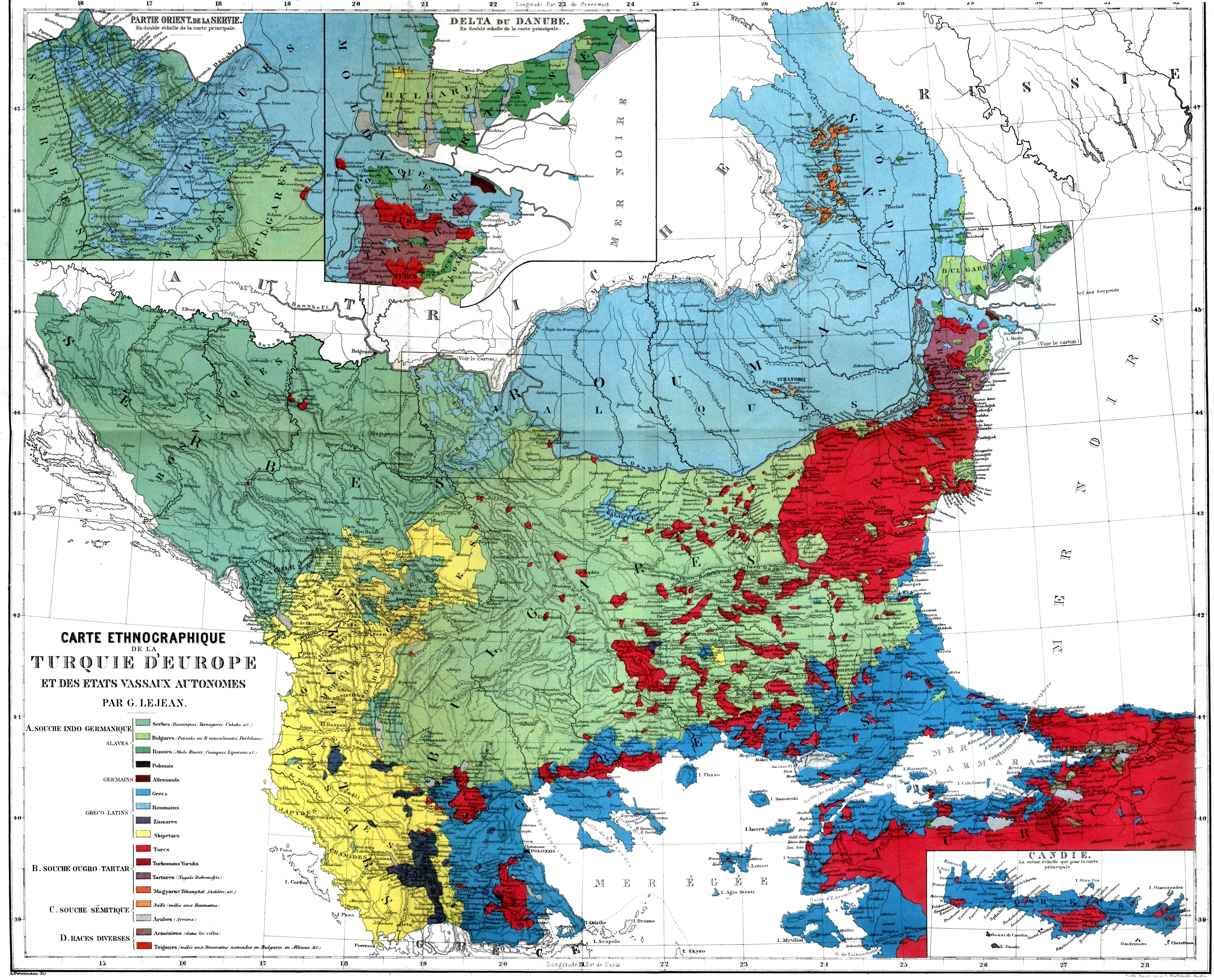
Carte ethnographique des Balkans de 1861 par Guillaume Lejean. Les Aroumains et les Megleno-Roumains sont représentés en bleu très foncé, entourés principalement d'Albanais en jaune.

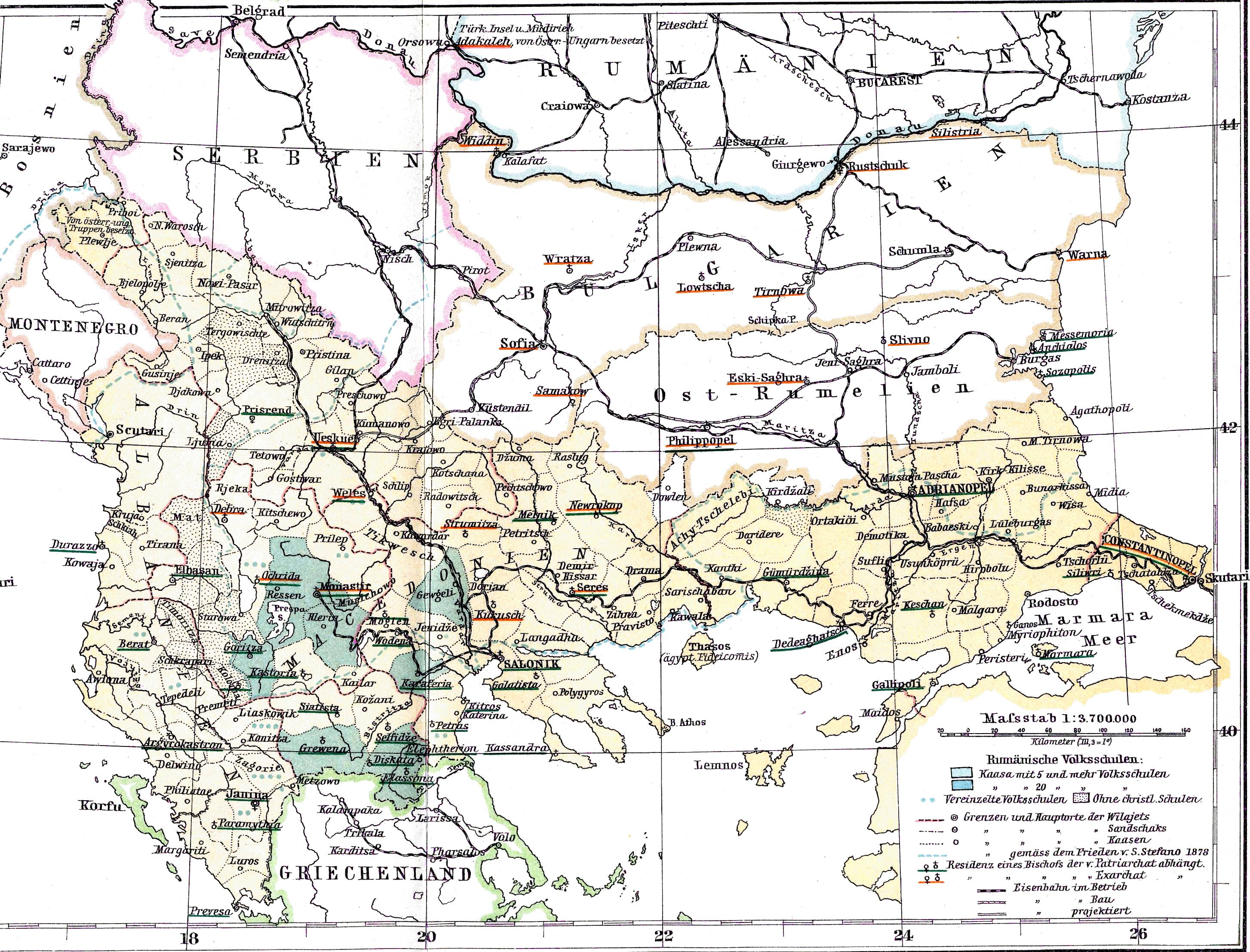
Carte de 1886 montrant les zones où fonctionnaient des écoles aroumaines dans l’Empire ottoman.

Ce millet d'une durée de sept ans concernait les Aroumains et les Mégléno-Roumains orthodoxes mais non la minorité Mégléno-Roumaine musulmane qui, pour sa part, bien que romanophone aussi, faisait partie du millet turc musulman sunnite,, ce qui sera acté au traité de Lausanne de 1923 qui considère comme « Turcs » tous les musulmans de Grèce quelles que soient leurs origines et langues,. Ce même traité impose, dans les Balkans aussi, des échanges de populations : entre autres, des Grecs de Bulgarie et de Dobroudja sont regroupés en Grèce septentrionale aux côtés de ceux expulsés d'Asie mineure, des Bulgares de Grèce et de Dobroudja se regroupent en Bulgarie à la place des Bulgares musulmans et des Turcs expulsés vers la Turquie, et quant aux Valaques de Grèce septentrionale et de Bulgarie, ils sont regroupés en Dobroudja du Sud prise par la Roumanie à la Bulgarie au traité de Bucarest (1913), où ils bénéficient non plus d'un « droit valaque » traditionnel, mais de facilités d'installation et d'exemptions de taxes ; lorsque par les accords de Craiova la Roumanie la rend à la Bulgarie en 1940, ils sont dispersés dans le reste de la Roumanie où toute spécificité statutaire disparaît,.

## Sources
et aussi Universitas Valachorum, Statuta Valachorum, Supplex Libellus Valachorum, Vlachs in medieval Serbia, Vlachs in medieval Bosnia and Herzegovina, Vlachs in the history of Croatia, Ullah millet, Rum Millet et Vlachs (social class).
1. ↑  Alexandru Avram, Mircea Babeş, Lucian Badea, Mircea Petrescu-Dîmboviţa et Alexandru Vulpe (dir.), (ro) Istoria românilor : moştenirea timpurilor îndepărtate (« Histoire des Roumains : l'héritage des temps anciens ») vol.1, éd. Enciclopedică, Bucarest 2001,  (ISBN 973-45-0382-0).
2. ↑  Ovid Sachelarie, Nicolae Stoicescu (coord.), (ro) Instituţii feudale din ţările române (« Institutions féodales des pays roumains »), éd. de l'Académie roumaine, Bucarest 1988.
3. ↑  Alexandre Xenopol : Une énigme historique: les Roumains au Moyen Âge, E. Leroux, Paris 1883, Histoire des Roumains de la Dacie Trajane, E. Leroux, Paris 1896
4. ↑  Ferdinand Lot, La Fin du monde antique et le début du Moyen Âge, La Renaissance du Livre, Paris 1927 (réédité en 1968 aux éditions Albin Michel).
5. ↑  Alexandru Vulpe (dir.), Istoria românilor : moştenirea timpurilor îndepărtate déjà cité.
6. ↑  (en) Vatro Murvar, The Balkan Vlachs : a typological study, University of Wisconsin--Madison, 1956 (lire en ligne), p. 20
7. ↑  (en) Alain Du Nay, André Du Nay et Árpád Kosztin, Transylvania and the Rumanians, Matthias Corvinus Publishing, 1997, 337 p. (ISBN 978-1-882785-09-4, lire en ligne), p. 15
8. ↑  (en) Gordana Filipović, Kosovo--past and present, Review of International Affairs, 1989 (lire en ligne), p. 25
9. ↑  (hr) Andrej Čebotarev, « Review of Stećaks (Standing Tombstones) and Migrations of the Vlasi (Autochthonous Population) in Dalmatia and Southwestern Bosnia in the 14th and 15th Centuries », Croatian Institute of History, Zagreb, vol. 14, no 14,‎ juin 1996, p. 323 (lire en ligne)
10. ↑  V. Costăchel, « Obștea Sătească », in V. Costăchel ; P. P. Panaitescu & A. Cazacu, (ro) Viața feudală în Țara Românească și Moldova (secolele XIV–XVI), ed. Științifică, Bucarest 1957.
11. ↑  I. I. Russu, (ro) Etnogeneza Românilor, ed. Științifică și Enciclopedică, Bucarest 1981.
12. ↑  Atlas scolaire yougoslave Školski istorijski atlas, Zavod za izdavanje udžbenika SR Srbije, Belgrade 1970.
13. ↑  Béla Köpeczi (dir.) dans (hu) Erdély rövid története, plusieurs fois réédité chez Akadémiai Kiadó  (ISBN 963 05 5901 3) ((en) History of Transylvania, 3 vol., Boulder, East European Monographs, 2001-2002, abrégé (fr) ici Histoire de la Transylvanie, Budapest, Akademiai Kiadó, 1992
14. ↑  Adrian Magina, « Gouvernement et droit dans la Moldavie médiévale, la Transylvanie et la Valachie » in : École d'études slaves et est-européennes 2013,  (ISBN 978-0-903425-87-2)
15. ↑  Alexandru Simion, Martyn Rady, « De la coutume au droit écrit : Ius Valachicum dans le Banat » in : École d'études slaves et est-européennes 2013,  (ISBN 978-0-903425-87-2) .
16. ↑  Ilona Czamańska, (en) « Les Valaques – Problèmes de recherche » in Balcanica Posnaniensia, Acta et Studia vol. 22, n° 1, Poznań – Bucarest 2015, DOI 10.14746/bp.2015.22.1 -
17. ↑  Constantin C. Giurescu, (ro) Istoria Românilor vol. II, I-e partie, Fundația Regală pentru Literatură și Artă, Bucarest 1943, p. 398.
18. ↑  Alexandru Filipașcu de l’université de Cluj : L’Ancienneté des Roumains de Marmatie (en français), éd. du Centre d’études et de recherches transylvaines de l'université Ferdinand-Ier de Sibiu, Bibliotheca rerum Transsilvaniae, 1945, pp.8 à 33).
19. ↑  Cosmin Popa-Gorjanu, (en) « La noblesse roumaine comme porteuse de l'identité régionale dans la Transylvanie du XIVe siècle » in : Annales Universitatis Apulensis, série Historica, 16, n° I, pp. 41–58 (p. 44, 47 avec la note 16 pour la citation latine complète), éd. de l'université d'Alba Iulia, 2012, .
20. ↑  Victor Spinei dans The Great Migrations in the East and South East of Europe from the Ninth to the Thirteenth Century, 2003  (ISBN 973-85894-5-2) p. 52
21. ↑  The Romanians and the Turkic Nomads North of the Danube Delta from the Tenth to the Mid-Thirteenth century, Koninklijke Brill NV, 2009  (ISBN 978-90-04-17536-5) p. 73.
22. ↑  René Boustan, Les relations roumano-hongroises dans la perspective de la construction européenne,  p. 71, Publibook 2007,  (ISBN 9782748335705).
23. ↑  Ioan Aurel Pop, Istoria Transilvaniei medievale, Presa Universitară Clujeană, 1997.
24. ↑  Stelian Brezeanu, O istorie a Bizanțului, éd. Meronia, Bucarest, 2005, p. 191).
25. ↑  Friedrich Müller, (de) « Haben 1288 im Hermannstädter Gau et im Burzenland neben den Sachsen auch ungarische Adlige, Szekler and Rumänen gewohnt ? » in Siebenbürgische Vierteljahrschrift, vol. 58, n° 4, Verein für Siebenbürgische Landeskunde [« Association pour les études transylvaines »], Sibiu 1935, pages 281–296, cité par Pál Binder, Antecedente și consecințe sud-transilvănene ale formării voievodatului Munteniei (sec. XIII-XIV.), part II, |archive-url= https://web.archive.org/web/20080127214848/https://www.cosys.ro/siculica/acta96/cikkek/ro/binder.htm.
26. 1 2  Béla Köpeczi (dir.), Histoire abrégée de la Transylvanie, Akadémiai Kiadó, Budapest 1990,  (ISBN 978-963-05-5667-5), #62.
27. ↑  Ioan-Aurel Pop, (ro) « Adunarea generală a stărilor Transilvaniei din mai 1355 » [« L'Assemblée générale des États de Transylvanie en mai 1335 »] in Mediaevalia Transilvanica, ed. Muzeului Județean Satu Mare (Musée du comté de Satu Mare, vol. 2, no 1, 1988, pages 61–70, =Pop%2C+Ioan-Aurel avec résumé en français.
28. ↑  Friedrich Müller déjà cité.
29. ↑  Ioan Aurel Pop 1997 déjà cité.
30. ↑  Ioan-Aurel Pop 1988 déjà cité.
31. ↑  Andrej Čebotarev, (hr) « Les Stećci (stèles funéraires) et des migrations des Morlaques en Dalmatie et dans le sud-ouest de la Bosnie aux 14e et 15e siècles » in Povijesni prilozi [Contributions historiques] de l'Institut d'Histoire croate, n°14, Zagreb 1996, page 323,
32. ↑  Jan Gawron, (pl) « Localisation des peuplements de droit valaque dans la starostie de Sambor (Voïvodine) aux XVe et XVIe siècles : origines territoriales, ethniques et sociales » in Balcanica Posnaniensia, acta et Studia no 26, DOI 10.14746/bp.2019.26.15, s2cid : 213877208, an 2020, pages 274–275, .
33. ↑  Ioan Aurel Pop, (en) Romanians and Romania : a brief History, Columbia University Press 1999,  (ISBN 0-88033-440-1)
34. ↑  Eszter & Karoly Kocsis-Hodosi, (en) Géographie ethnique des minorités hongroises dans le bassin des Carpates, Simon Publ. 2001,  (ISBN 978-1-931313-75-9), pages 45–46,
35. ↑  (hu) Ethnographia, vol. 105, n°1, p. 33, éd. A Társaság, 1994 - .
36. ↑  Janos Bárth, (hu) Magyar néprajzi lexikon - Ötödik kötet, Akadémiai Kiadó - Ethnography Research Group of the Hungarian Academy of Science 1982,  (ISBN 963-05-1285-8),
37. ↑  Gyula Ortutay (dir.), (hu) « Vlachjogú falu » in Hungarian Ethnographic Lexicon, vol. V, Budapest 1982
38. ↑  Paul Robert Magocsi & Ivan Pop (dir.), (en) Encyclopedia of Rusyn History and Culture (2. rev. ed., 2002), University of Toronto Press.
39. ↑  Tibor Bodrogi, Vilmos Diószegi, Béla Fél-Gunda, László Kósa, György Martin, Éva Pócs, Benjamin Rajeczky, István Tálasi, István Vincze, Sándor Kicsi, Oliver Nagy, Magdolna Csikós, István Koroknay, József Kádár, Károly Máté & Jenő Süle : M.E.K. .
40. ↑  Rasho Rashev, Българската езическа култура VII -IX в./Bulgarian Pagan Culture VII - IX c. (In Bulgarian, Класика и стил,‎ 2008 (ISBN 9789543270392).
41. 1 2  Ioan-Aurel Pop, Românii și maghiarii în secolele IX-XIV : geneza statului medieval in Transilvania  [« Roumains et Hongrois du 9e au 14e siècle : genèse de l'État médiéval de Transylvanie »], Centre d'études transylvaines 1996, p. 49.
42. ↑  László Makkai, (en) Histoire de la Transylvanie, vol. I, « Des débuts à 1606 » - chap. 3, « La Transylvanie dans le royaume hongrois médiéval (896-1526), de l'invasion mongole à la bataille de Mohács », Columbia University Press, 2001,  (ISBN 0-88033-479-7) -
43. ↑  Janos Bárth & Gyula Ortutay déjà cités.
44. ↑  Ioan-Aurel Pop, 1996, p. 49 déjà cité.
45. ↑  Ioan-Aurel Pop, (ro) Istoria României : Transilvania, éd. George Barițiu, 1997, pp. 451–543 - .
46. ↑  Ioan-Aurel Pop 1997, pp. 451–543 déjà cité .
47. ↑  Martyn Rady, (en) Noblesse, terre et devoirs dans la Hongrie médiévale, Palgrave publ., Houndmills, Basingstoke, Hampshire et New York, 2000,  (ISBN 0-333-71018-5) , pp. 91–93.
48. ↑  Pavel Anđelić, (hr) « Studije o teritorijalnopolitičkoj organizaciji srednjovjekovne Bosne » (« Studies on the territorial-political organization of medieval Bosnia »)  in Svjetlost, Izdavačka djelatnos, Sarajevo 1982 , pages 9–24; (OCLC 1650228)
49. ↑  The Oxford Encyclopedia of Medieval Warfare and Military Technology, Volume 1, Clifford Rogers, Oxford University Press 2010, p. 117
50. ↑  Cumans and Tatars: Oriental Military in the Pre-Ottoman Balkans, 1185-1365, István Vásáry, Cambridge University Press, 2005, p. 103
51. ↑  John Van Antwerp Fine, (en) The Late Medieval Balkans: a critical survey from the Late Twelfth Century to the Ottoman Conquest, University of Michigan Press 1994,  (ISBN 978-0-472-08260-5), pages 18, 265, 275, 467, .
52. ↑  Adrian Magina, « Universitas valachorum : privilège et communauté dans le Banat médiéval », in Congrès médiéval international (IMC) de 2015, pages 493-502, .
53. ↑  Adrian Magina, déjà cité.
54. 1 2 3 4 5  Magina
55. ↑  Magina déjà cité.
56. ↑  Ioan Aurel Pop, Les Roumains et la Roumanie : une brève histoire, Columbia University Press 1999, 1999 (ISBN 0- 88033-440-1)
57. ↑  Alexandru Filipașcu, Bibliotheca rerum Transsilvaniae, 1945, 8–33 p., « L'Ancienneté des Roumains de Marmatie »
58. ↑  Ioan-Aurel Pop déjà cité, p. 50-58.
59. ↑  (hr) « Statuta Valachorum », Wikizvor
60. ↑  (en) Michael Hochedlinger, Austria's Wars of Emergence : War, State and Society in the Habsburg, Autriche, Pearson Education, 2003, 466 p. (ISBN 0-582-29084-8, lire en ligne)
61. ↑  (en) John R. Lampe et Marvin R. Jackson, Balkan economic history, 1550-1950 : from imperial borderlands to developing nations, Bloomington, Indiana University Press, 1982, 728 p. (ISBN 0-253-30368-0, lire en ligne), p. 62
62. ↑  Historia urbana, par Academia Română, éd. de l'Académie roumaine, 1993.
63. ↑  Ladislav Heka, (hr) « La loi valaque comparée aux privilèges des kouroutzes hongrois » in Podravina: časopis za geografska i povijesna multidisciplinarna istraživanja, vol. 18, n° 35, Koprivnica 2019, pp. 26–45 .
64. ↑  Ela Cosma, (en) La promulgation de la loi valaque dans les confins militaires de Transylvanie du Sud aux 14e-18e siècles, 31 août 2023, - ResearchGate /364054329, page 4.
65. ↑  Noel Malcolm, (hr) « Povijest Bosne - Kratki pregled » p. 96-100, éd. Erasmus Gilda, Novi Liber, Zagreb, Dani-Sarajevo 1995,  (ISBN 953-6045-03-6).
66. ↑  John R. Lampe et Marvin R. Jackson, (en) Histoire économique des Balkans, 1550-1950 : des régions frontalières impériales aux nations en développement, Indiana University Press 1982,  (ISBN 0-253-30368-0), page 62 -
67. ↑  Karl Kaser, (de) « Ménage et famille dans les Balkans » in : Deux décennies de recherche historique sur la famille à l'Université de Graz, LIT Verlag 2012,  (ISBN 3643504063), p. 123-124.
68. ↑  Nicholas J. Miller, (en) Entre nation et État : la politique serbe en Croatie Avant la Première Guerre mondiale, University of Pittsburgh Press 1998, page 5
69. ↑  Guðmundur Hálfdanarson, (it) Discrimination raciale et ethnicité en Histoire européenne, Università di Pisa 2003, page 55.
70. ↑  Karl Kaser, (de) Freier Bauer und Soldat : die Militarisierung der agrarischen Gesellschaft in der kroatisch - slawonischen Militargrenze : (1535-1881), pp. 91 & 92 ;  (ISBN 978-3205986140), Institut für Geschichte der Universität Graz, éd. Böhlau, Vienne 1997
71. ↑  Hrvoje Petrić, (hr) Kršćanski doseljenici u vojnokrajiški prostor Varaždinskog generalata s istoka (Slavonije pod Osmanskom Vlašću) u izvorima se najčešće spominju kao Vlasi ili Predavci (« Qui sont les Slaves des Confins militaires au XVIIe siècle ? Les colons chrétiens du district militaire du généralat de Varaždin de la Slavonie sous domination ottomane mentionnés dans les sources comme Valaques ou Predavci »), p. 32 - , 2007.
72. ↑  Karl Kaser, op. cit., Vienne 1997
73. ↑  Vasilije Derić, (sr) O Srpskom immenu po zai adnijem krajevima našega naroda, 1914,
74. ↑  A.M. Stanojević, (sr) 1600: године у Хрватску и Славонију из турских области, одакле је насељен велики дио банске границе и вараждинскога генералата" ("сum innumerabili de gente Rasciama se u Valachica familiarum numero ex Turcicis ditionibus...)
75. ↑  Mirko Valentić, (sr) O etničkom korijenu hrvatskih bosanskih Srba, , 1992, page 14.
76. ↑  Zlatko Kudelić, (hr) Čaplovičeva povijest Marčanske biskupije 2010, p. 138 - .
77. ↑  Boris N. Kršev, « Statuta Valachorum – Pravna osnova nastanka Vojne granice - Krajine » (« Les statuts valaques, base juridique de la création des confins militaires dits Krajina ») in : Civitas n° 2, Fakultet za pravne i poslovne studije, Novi Sad 2011 - , page 135.
78. 1 2  Sabrina P. Ramet, (en) Whose Democracy?: Nationalism, Religion, and the Doctrine of Collective Rights in Post-1989 Eastern Europe, Rowman & Littlefield 1997,  (ISBN 978-0-8476-8324-6), p. 83 - .
79. ↑  Neven Budak, (hr) « Habsburzi i Hrvati - Građanski rat » ( « Les Habsbourg et la guerre civile croate ») in  Kolo magazine n°3, 2002 -
80. ↑  Ştefan Stareţu, (en)  « Nom médiéval et ethnicité : Serbes et Valaques » in : Balcanica Posnanensia n° 22/1, Jus valachicum DOI 10.14746/bp.2015.22.7 - .
81. ↑  « Statuta Valachorum » in The South Slav Journal n°20, éd. Dositey Obradović 1999 , page 29.
82. ↑  Robert Bireley, (en) Ferdinand II, Empereur de la Contre-Réforme, 1578-1637, Cambridge University Press 2014,  (ISBN 978-1-107-06715-8), page 163 - .
83. ↑  Nada Klaić, (hr) Društvena previranja i bune u Hrvatskoj u XVI i XVII stoljeću (« Troubles sociaux et insurrections en Croatie aux XVIe et XVIIe siècles »), Izd. Preduzeće Nolit 1976 - .
84. ↑  Dalibor Brozović, (hr) « Statuta Valachorum » in Hrvatska enciklopedija, Leksikografski zavod "Miroslav Krleža", Zagreb 1999 - ,  (ISBN 978-953-6036-29-5) , page 166.
85. ↑  Fedor Moatchanine, (hr) « Statuta Valachorum » in Historijski zbornik du 14 avril 1667 -  ,Zagreb 1977.
86. ↑  Filip Škiljan, (hr) « Identitet Srba u Hrvatskoj » in Croatian Political Science Review n° 51-2, Zagreb 2014, , page 119
87. ↑  C'est ce que montre la comparaison de ces deux cartes:  et .
88. ↑  Gyula Geöncz, (hu) « Fekete és Fehér Magyarország titkai » in Kornél Bakay, Kárpát-medence népessége a VIII-IX században - .
89. ↑  Édouard Sayous, Histoire générale des Hongrois, Budapest & Paris, 1900, p. 20-25.
90. ↑  Michel Mourre (dir.), Dictionnaire encyclopédique d'histoire dans son article « Roumanie », tome 7, Bordas 1992,  (EAN 9782040153878).
91. ↑  Gorana Ognjenović, (en) Nation et politisation de l'histoire dans les manuels scolaires : identité, programme scolaire et médias éducatifs, Springer Nature 2020, page 117.
92. ↑  Endre Haraszti, (hu) Origine des Roumains, migration et immigration en Transylvanie, pp. 60-61 ; Presse danubienne, Budapest 1977,  (ISBN 0879340177).
93. ↑  Alexandru Madgearu, (en) The Romanians in the Anonymous Gesta Hungarorum: truth and fiction, Romanian Cultural Institute, Center for Transylvanian Studies, 2005b  (ISBN 973-7784-01-4)
94. ↑  « Chronique des temps passés » du moine russe Nestor citée par Jean-Pierre Arrignon, Chronique de Nestor, Naissance des mondes russes, ed. Anacharsis, 2008  (ISBN 2-914777-19-1) : « Depuis longtemps, les Slaves s’étaient installés sur les rives du Danube où vivent aujourd’hui les Bulgares et les Hongrois. […] Venant de l’Est, ils [les Magyars] traversèrent difficilement les grandes montagnes et commencèrent à affronter les Valaques et les Slaves qui y voisinaient en se disputant les terres ».
95. ↑  Benedek Jancsó, (hu) Erdély története az Anjou-ház uralkodása alatt (« Histoire de la Transylvanie sous le règne de la Maison d'Anjou ») in Erdély története (« Histoire de la Transylvanie »), éd. Minerva, Kolozsvár -
96. ↑  Les sources secondaires hongroises, s'alignant sur le point de vue de l'Académie hongroise (voir edocman/document/egyházszervezet 1038 jav.jpg, edocman/document/egyházszervezet_12sz jav.jpg ou ) contestent l'identification de Blatnograd, capitale de la  principauté du Balaton, à Zalavár et affirment que Mosaburg serait l'actuel Moosburg en Autriche et que la rivière Sala/Salla, à côté de Köflach, correspondent mieux à la description de la ville dans la Conversio Bagoariorum et Carantanorum.
97. ↑  Ferdo Šišić, (hr) Povijest Hrvata; pregled povijesti hrvatskog naroda 600 – 1918, p. 345, Zagreb,  (ISBN 953-214-197-9)
98. ↑  Steven G. Ellis & Luďa Klusáková, (en)  Imagining Frontiers, Contesting Identities, Pisa University Press 2007  (ISBN 8884924669), p. 145.
99. ↑  Jean-Claude Cheynet (dir.), Le Monde byzantin, Presses Universitaires de France, « Nouvelle Clio » 2006,  (ISBN 9782130520078), dont Jean-Marie Martin, Chapitre XVIII, L'Italie byzantine (641-1071) dans le tome II (2006), pp. 473 à 494.
100. ↑  Maria Kvasnyi-Cătănescu, (ro) Limba română : origini și dezvoltare, éd. Humanitas, Bucarest 1996, IModèle:SBN, , page 64.
101. ↑  Ion Grumeza, (en) Dacie, pierre angulaire de l'Europe orientale antique, éd. Hamilton, Lanham & Plymouth, 2009  (ISBN 978-0-7618-4465-5).
102. ↑  Alaric Watson, Aurélien et le troisième siècle, Psychology press, 2003  (ISBN 9780203167809), .
103. ↑  En 570, le pèlerin Antonin de Plaisance en visite au monastère Sainte-Catherine du Sinaï décrit les langues les plus parlées par les moines byzantins : « grec, latin, syriaque, copte et besse ».
104. ↑  Paul Lemerle, Prolégomènes à une édition critique et commentée des Conseils et Récits de Kékauménos
105. ↑  (ro) Ion Barnea et Ștefan Ștefănescu, Byzantins, roumains et bulgares sur le Bas-Danube (résumé en français de l'article en roumain), vol. 3, Bucarest, Editura Academiei Republicii Socialiste România, coll. « Bibliotheca historica Romaniae / Etudes » (no 9), 1971, 439 p. (OCLC 1113905).
106. ↑  André Du Nay, Les origines des Roumains : la première histoire de la langue roumaine, Matthias Corvinus Publishing 1996,  (ISBN 1882785088), p. 35.
107. ↑  Srđan Šarkić, (sr) Правни положај странаца у средњовековној Србији (« Situation juridique des étrangers dans la Serbie médiévale »), pp. 31 et 54 (note de bas de page) -  2011
108. ↑  (bg) История на България (« Histoire de la Bulgarie ») tome III, Sofia 1982
109. ↑  Vladimir Ćorović, (sr), « Балканска култура у доба сеобе Словена » (« La culture des Balkans à l'époque de l'arrivée des Slaves ») in : Историја српског народа - -bl/istorija/corovic/istorija/1_4.html, éd. Janus, Belgrade 1997
110. ↑  Ivan Douïtchev, (bg) Идеята за приемствеността в средновековната българска държава (« L’idée de continuité dans l’État bulgare médiéval »), in : Проучвания върху средновековната българска история и култура (« Études sur l’histoire et la culture médiévales bulgares »), Sofia 1981, pp. 74–78.
111. ↑  Zef Mirdita, (hr) « Balkanski Vlasi u svijetlu podataka Bizantskih » (« Les Valaques des Balkans dans les sources byzantines ») in : Povijesni prilozi n° 14, Institut d'histoire croate, Zagreb 1995 - , pages 27-33.
112. ↑  Raymond Detrez, Historical Dictionary of Bulgaria, 2-nd ed. 2006  (ISBN 9780810849013)
113. ↑  Alain Ducellier, Michel Kaplan, Bernadette Martin et Françoise Micheau, Le Moyen Âge en Orient, Paris 2014
114. ↑  Éric Limousin, Le Monde byzantin du milieu du VIIIe siècle à 1204 : économie et société, ed. Bréal, 2007  (ISBN 9782749506326)
115. ↑  Arnold Toynbee, Nevil Forbes et al., The Balkans : a history of Bulgaria, Serbia, Greece, Rumania, Turkey, ed. Clarendon Press, Oxford, 1916, 407 p.
116. ↑  Miloš Luković, Zakon Vlachom (Jus Valachicum) dans les chartes délivrées aux monastères médiévaux serbes et dans le droit canon du premier registre fiscal ottoman - , 2015, page 36
117. ↑  Stelian Brezeanu, (en) Palaiovlachoi - Stari Vlah - A medieval Balkan history and toponymy, Istituto Romeno da Roma.
118. ↑  Gordana Filipović, « Kosovo, passé et présent » in Review of International Affairs 1989 - [https ://books.google.com/books?id=1TC5AAAAIAAJ], page 25
119. 1 2 3 4 5 6 7  Zef Mirdita, op. cit., 1995.
120. ↑  Z. Mirdita, op. cit., 1995.
121. ↑  Noel Malcolm, (en) Kosovo : Une brève histoire, Macmillan 1998,  (ISBN 9780810874831), page 54.
122. ↑  Henry Robert Wilkinson, (en) « Évolution de la province frontalière du Kosmet yougoslave et de son paysage » in : Transactions and Papers, Institute of British Geographers publ., vol. 21, no 21, page 183, JSTOR:621279, DOI 10.2307/621279, 1955.
123. 1 2  André Du Nay, op. cit., 1996, p. 34
124. ↑  Jean Apokaukos cité par Asterios Koukoudis, The Vlachs : Metropolis and Diaspora, éd. Zitros, Thessaloniki 2003,  (ISBN 9789607760869).
125. ↑  Théophane le Confesseur, Cédrène, Ioannès Skylitzès cités par Ion Nistor : L'origine des Romans des Balkans et les Valachies d'Épire et de Thessalie, annales de l'Académie roumaine, série 3, tome 2, mém. 7, Bucarest 1944.
126. ↑  Ilona Czamańska « Les Valaques – plusieurs problèmes de recherche » in Balcanica Poznanensia n° 22/1 « Jus Valachicum » I, p. 14, 2015 - .
127. ↑  John Van Antwerp Fine, (en) The Early Medieval Balkans: A Critical Survey from the Sixth to the Late Twelfth Century, pp. 61, 63, 66, 82.
128. ↑  Sima M. Ćirković, (sr) Srbi među europskim narodima (« Les Serbes parmiu les peuples européens ») p. 5, éd. Gold marketing tehnička knjiga,  (ISBN 9789532123388) - 20NARODIMA.pdf, 2008.
129. ↑  Endre Haraszti, (hu) op. cit., 1977, pp. 60-61.
130. ↑  François Pouqueville, « Mémoire sur les colonies valaques établies dans les montagnes de la Grèce depuis Fienne jusque dans la Morée », éd. Ernest Desplaces, Paris 1834, dans Louis Gabriel Michaud, Biographie Universelle vol. 34, -
131. ↑  Silviu Dragomir, (ro) Originea coloniilor române din Istria (« Origine des colonies roumaines en Istrie »), éd. Cultura Națională, Bucarest, 1924, pages 3-4 - %C3%A2ne_din_Istria.
132. ↑  Srđan Rudić, Selim Aslantaş, (en) État et société dans les Balkans avant et après Établissement de la domination ottomane , pages 33-34.
133. ↑  (hr) Biblioteka Etnološkog društva Jugoslavije, Etnološko društvo Jugoslavije 1962 - .
134. ↑  André Du Nay, op. cit., 1996
135. ↑  André Du Nay, Les origines des Roumains : la première histoire de la langue roumaine pp. 33 à 43 ; éd. Matthias Corvinus, 1996  (ISBN 1882785088).
136. ↑  Ali Arslan, « La question valaque à la fin de la période ottomane et l'émergence de la communauté valaque (millet) », Études balkaniques, no 4,‎ 2004, p. 121-139 (lire en ligne)
137. ↑  Noel Malcolm, Bosnia: A Short History, 1996, 77–78 p. (ISBN 978- 0-8147-5561-7)
138. ↑  Thede Kahl, « Appartenance ethnique des Aroumains après 1990 : l'identité d'une minorité qui se comporte comme une majorité » in : Ethnologia Balkanica n° 6, pages 145–169, année 2002 -
139. ↑  Steven G. Ellis, Luďa Klusáková ; (2007) Imaginer les frontières, contester les identités p. 145 ;  Presse universitaire de Pise  (ISBN 8884924669).
140. ↑  Karl Kaser, (de) Ménage et famille dans les Balkans : deux décennies de recherche historique sur la famille à l'Université de Graz, pp. 117-119 ; LIT Verlag Graz 2012,  (ISBN 3643504063).
141. ↑  Thede Kahl, « L'islamisation des valaques de Meglen (Megleno-Roumains) : Le village de Nânți (Nótia) et les « Nânțineți » dans la Turquie actuelle », Nationalities Papers, vol. 34, no 1,‎ 2006, p. 71–90 (DOI 10.1080/00905990500504871, S2CID 161615853, lire en ligne)
142. ↑  « La minorité turque de Thrace occidentale » - Regard sur l'Est - .
143. ↑  Thede Kahl, « Aroumains en Grèce : minorités grecques ou grecs de langue valaque ? », Jahrbücher für Geschichte und Kultur Südosteuropas, vol. 5,‎ 2003, p. 205–219 (lire en ligne).
144. ↑  Karl-Markus Gauss, La Nation disparue. Chez les Aroumains de Macédoine, in Voyages au bout de l'Europe, L'Esprit des péninsules, 2003 (trad. Valérie de Daran)  (ISBN 2-84636-048-0)
145. ↑  Nicolas Trifon, Les Aroumains, un peuple qui s'en va, éd. Non Lieu, Paris, 2013.